# Lookismo
Il lookismo (AFI: [lˈɔokizmo]; prestito linguistico dall'inglese, lookism) è il pregiudizio o la discriminazione nei confronti di individui sulla base dell'apparenza, generalmente rivolto verso le persone che sono considerate meno desirabili per le caratteristiche del loro aspetto fisico. Una traduzione letterale di «lookism» è «aspettismo», ovvero discriminazione in base all'aspetto.

## Studi
Il lookismo si verifica in una varietà di contesti, incluse relazioni romantiche, ambienti sociali e posto di lavoro. Il lookismo ha ricevuto molta meno attenzione culturale rispetto ad altre forme di discriminazione (come il razzismo e il sessismo). Chi ha un brutto aspetto subisce danni in termini di relazioni sentimentali, opportunità di lavoro, e altri ambiti. e non ha le protezioni legali di chi subisce razzismo o altre forme di discriminazione ben più note.
Le persone tendono ad associare l'aspetto esteriore bello a qualità positive mentre la scarsa attrattiva fisica è associata a qualità negative. Molte persone esprimono giudizi sugli altri in base al loro aspetto fisico e tale giudizio influenza il modo in cui si comportano insieme a quelle persone. Varie ricerche scientifiche hanno testato quanto la gente segua il luogo comune "ciò che è bello è buono" e hanno dimostrato che, nel complesso, coloro che sono fisicamente attraenti beneficiano del loro bell'aspetto: gli individui attraenti sono percepiti in modo più positivo e l'attrattivita' fisica ha una forte influenza quanto si giudicano i meriti e le competenze di una persona. In questo modo le persone fisicamente attraenti traggono vantaggio da questo luogo comune. La ricerca mostra che, in media, gli individui fisicamente attraenti hanno più amici, migliori abilità sociali e vite sessuali più attive.

## Giurisprudenza

### Stati Uniti
Fino agli anni '70, il lookismo negli Stati Uniti era codificato in alcune leggi. In molte giurisdizioni, le cosiddette "ugly laws" impedivano alle persone di apparire in pubblico se avevano malattie o deturpazioni considerate antiestetiche. Oggi, la Commissione per le pari opportunità di lavoro considera l'obesità estrema una disabilità protetta dall'Americans with Disabilities Act, e alcune città proteggono dalla discriminazione basata sull'aspetto. Tuttavia, non esiste una legge federale che protegga dalla discriminazione basata sull'aspetto fisico.